# آماده‌سازی قهوه

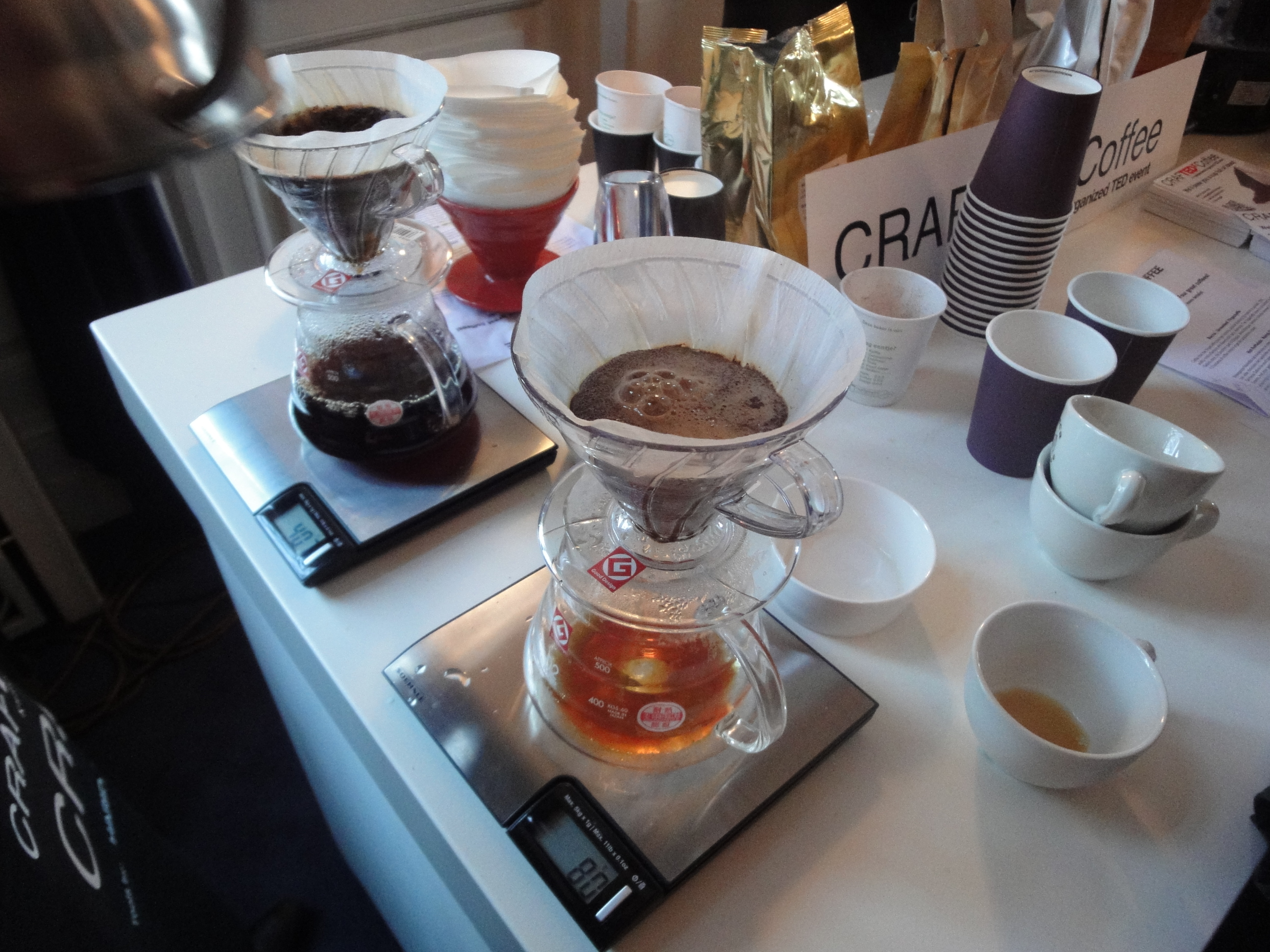
قهوه فیلتری در حال دم‌کردن

آماده‌سازی قهوه به تهیه قهوه مایع با استفاده از دانه‌های قهوه گفته می‌شود. در حالی که مراحل خاص بسته به نوع قهوه و مواد خام متفاوت است، فرایند شامل چهار مرحله اساسی است: دانه‌های قهوه خام باید بو داده شوند، دانه‌های قهوه برشته شده باید آسیاب شوند و قهوه آسیاب شده باید با آب داغ یا سرد (بسته به روش دم‌کردن) برای مدت زمان معین (دم کرده) ترکیب شود، باید مایع عصاره قهوه را از تفاله‌های استفاده شده جدا کرد و در نهایت در صورت تمایل قهوه عصاره‌گیری شده را با سایر اجزای نوشیدنی مورد نظر، مانند شیرین کننده‌ها، محصولات لبنی، جایگزین‌های لبنی، یا تاپینگ‌ها (مانند شکلات تراشیده شده) ترکیب کرد.